# Кебаб

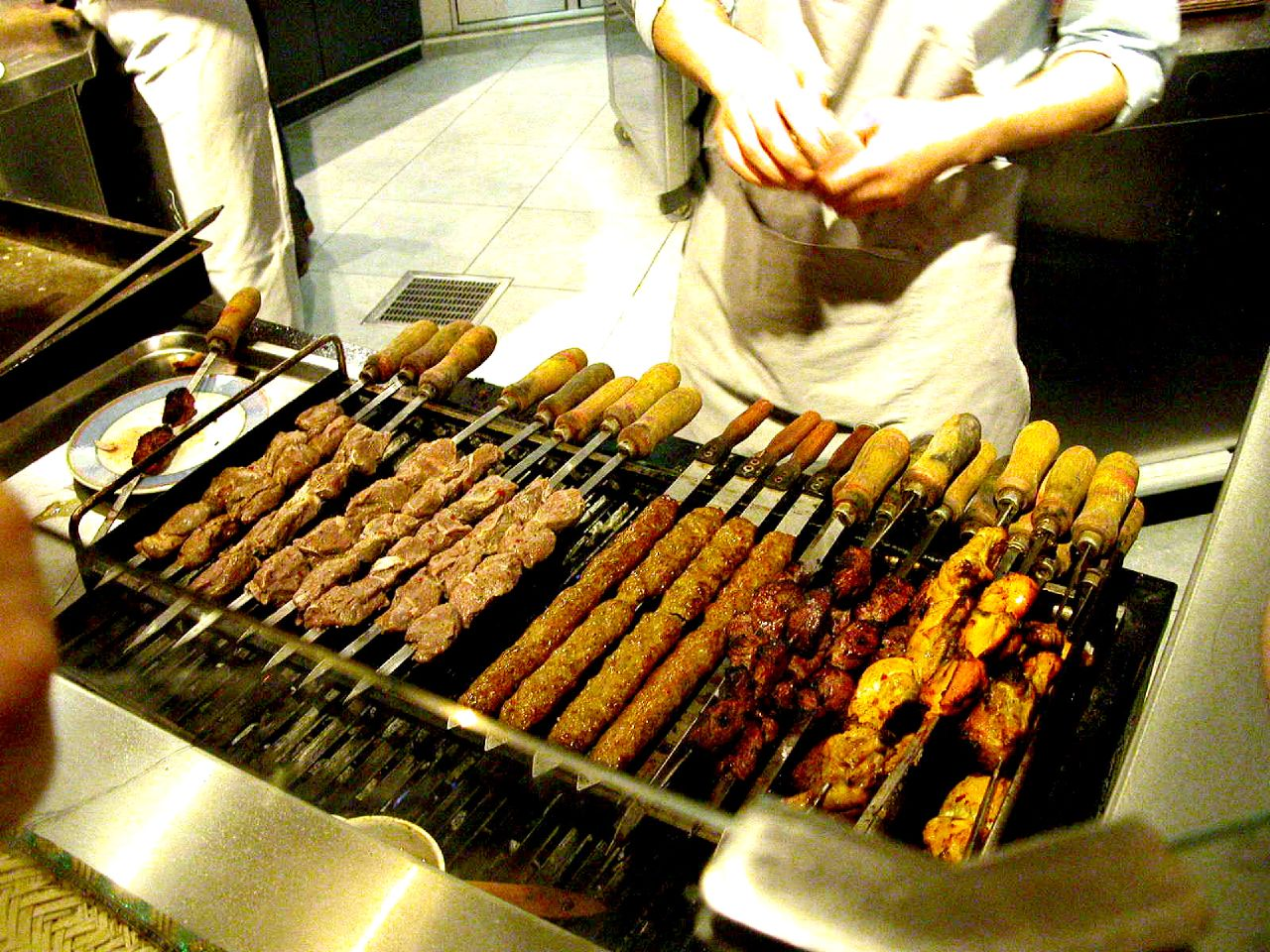
Приготовление кебабов на мангале

Кеба́б, каба́б, кябаб (арм. քյաբաբ, քաբաբ, азерб. kabab, кирг. кебеп, курд. kebab, тадж. кабоб, тал. kabob/кабоб, тур. kebap, каз. кәуап, узб. kabob, уйг. kavap‎ — от перс. کباب‎, kabâb «жареное мясо») — общее наименование популярных в странах Ближнего Востока, Центральной Азии, Закавказья и Балкан блюд из жареного мяса.
Во многих странах кебабом принято называть шиш-кебаб (шиш — «пика, шампур»), подаваемый на шампуре, или дёнер-кебаб (шаверму, шаурму) — мясную стружку из слоёного мяса, обжариваемого на вертикальном вертеле.
На Ближнем Востоке, однако, разновидностей кебаба гораздо больше: жареный кебаб, кебаб на гриле, блюда из тушёных кусочков мяса разного размера и даже фарша. Кебаб подаётся в глубоких и мелких тарелках, а также в виде сэндвичей.
Традиционно для приготовления кебаба используется баранина, но, в зависимости от местных традиций и обычаев, это может быть также говядина, козлятина, курятина или свинина, рыба и морепродукты; основой для вегетарианского кебаба служат тофу и фалафель. Как и другие блюда, привезённые путешественниками, кебаб стал частью повседневной кухни во многих странах мира.

## Этимология
Персидское слово кебаб происходит, по всей видимости, от арамейского כבבא (kabbābā), восходящего, в свою очередь, к аккадийскому kabābu, что означает «жечь, обугливать».
К примеру, в вавилонском талмуде говорится, что жертвенные животные не должны быть kabbābā. Персидское слово kabāb было заимствовано в Средние века арабами и турками и произносилось как «кебаб». С XIV века «кебаб» стало синонимом слову tabahajah, обозначающему блюдо из кусочков жареного мяса, причём персидское слово считалось более высоким по стилю.
Слово часто встречалось на страницах персидских книг в смысле мясных шариков из фарша или измельченных кусочков курицы или ягнёнка. Кебаб из птицы упоминается в книге Саади Гулистан. Просто кебаб (кебоб) в значении жареных на открытом огне кусочков мяса упомянут как пища шаха Бахрама в произведении Алишера Навои Семь планет.
В современности кебабом стал называться шиш-кебаб, в то время как ранее shiwā` شواء означало в переводе с арабского «мясо на гриле».

## Некоторые разновидности кебабов
- Адана-кебаб[англ.]
- Бейти-кебаб[англ.]
- Дёнер-кебаб у турок (шаурма у арабов, гирос (gyros) у греков)
- Джудже-кебаб
- Зиринчли-кебаб
- Искендер кебаб
- Кебаб кубиде[англ.]
- Кёфте-кебаб[англ.]
- Кьебапи (чевапчичи)
- Люля-кебаб
- Сикх-кебаб[англ.]
- Тава-кябаб
- Тандыр кавап (кауап)
- Шиш-кебаб (шашлык; хоровац у армян, сувлаки у греков, сате у индонезийцев и т. д.)
- Чаг-кебаб[англ.]
- Чапли-кебаб[англ.]